# 溝井義信
溝井 義信（みぞい よしのぶ）は、戦国時代から安土桃山時代にかけての武将。陸奥石川氏の家臣。

## 略歴
天文元年（1532年）誕生。
石川昭光の家老を務めた。天正18年（1590年）、豊臣秀吉の奥州仕置により昭光が領地没収となった際、義信は豊臣軍との決戦を主張した。しかし容れられず、昭光と嫡男・義宗が城を退出した後、三芦城中に火を放ち自刃した。享年59。